# Boris Wrangel
Boris Gieorgijewicz Wrangel, ros. Борис Георгиевич Врангель (ur. 17 lutego 1917 r. we osadzie Tarasowo lub Torosowo w guberni piotrogradzkiej, zm. w lipcu 1995 r. w Pskowie) – rosyjski emigracyjny działacz polityczny i religijny, współpracownik Abwehry podczas II wojny światowej
W 1919 r. jego rodzina wyjechała z Rosji do Belgii. Boris G. Wrangel wstąpił w 1939 r. w Brukseli do Narodowego Związku Pracujących (NTS). W połowie lipca 1941 r. jako przedstawiciel NTS przybył do okupowanego przez Niemców Pskowa, gdzie działał w ramach Pskowskiej Misji Prawosławnej. Wspierał odrodzenie życia religijnego na Pskowszczyźnie. Jednocześnie z ramienia NTS prowadził propagandę antysowiecką wśród miejscowej ludności. W 1943 r. został rezydentem Sonderstab R w Ostrowiu. W 1944 r., w wyniku ofensywy Armii Czerwonej, ewakuował się do Rygi, a następnie do Kurlandii. Prawdopodobnie 12 maja 1945 r. został aresztowany przez NKWD. Na początku września tego roku po procesie skazano go na karę 20 lat łagrów. W połowie lat 50. został wypuszczony na wolność. Zamieszkał w Pskowie. W latach 90. służył jako organista w Cerkwi Staro-Wozniesienskiej i Nikolskiej Liubatowskiej.